# Royal Irish Constabulary

Tjänstetecken för RIC

Royal Irish Constabulary, RIC, var en poliskår verksam på Irland från bildandet 1816 fram till Irlands självständighet från Storbritannien 1922.

## Tillkomst och avveckling
Förebilden för Royal Irish Constabulary var det franska gendarmeriet. Till skillnad mot många andra poliskårer i Storbritannien var RIC beväpnad. Liknande beväpnade poliskårer bildades i de brittiska kolonierna med RIC som förebild. Till exempel i Australien (Royal Victoria Constabulary), Kanada (Royal Canadian Mounted Police), och på New Foundland (Royal New Foundland Constabulary). I Nordirland, som kvarstår som en del av den brittiska unionen, efterträddes RIC av Royal Ulster Constabulary. I Republiken Irland ersattes RIC med polisstyrkan Garda Síochána.

## Kasernering
Konstaplarna i RIC bodde företrädesvis i kaserner och förlades till andra countys än de var uppvuxna i. De var förbjudna att ingå äktenskap före ett visst antal tjänsteår. RIC utförde framförallt traditionellt polisarbete över hela Irland. RIC spelade dock även en viktig roll i den brittiska strävan efter att bekämpa irländska självständighetsrörelser. Under 1800-talet sattes styrkan in mot både mer spontana uppror på Irlands landsbygd som resningar ledda av Irländska Republikanska Brödraskapet från 1850 och framåt.

## Irländska frihetskriget
Under Irländska frihetskriget 1918-1921 deltog RIC i regelrätta strider med Irländska republikanska armén, IRA. RIC:s baracker var tacksamma anfallsmål för IRA, särskilt mindre förläggningar på avlägsna platser. Genom att anfalla och inta förläggningarna tillskansade sig upprorsstyrkorna vapen och ammunition. Under kriget stupade ett stort antal konstaplar i RIC och ännu fler lämnade sin tjänst. Av 9500 konstaplar i tjänst vid krigets början stupade 117 fram till 1920, 185 sårades och cirka 600 lämnade kåren. RIC övergav många av sina posteringar som inte kunde försvaras vilket gjorde att IRA kunde ta kontroll över stora delar av landsbygden.
Brittiska regeringen förstärkte RIC och arméstyrkorna på plats i Irland med nyrekryterade förband i form av de paramilitära styrkorna Black and Tans och Auxiliary Division som inordnades i RIC. I takt med att våldet och grymheterna tilltog på Irland blev situationen politiskt ohållbar både på Irland och i Storbritannien. Striderna resulterade i Anglo-irländska avtalet i december 1921 varvid Irländska Fristaten skapades. RIC upplöstes och ombildades till en irländsk och en nordirländsk polisstyrka 1922. Efterträdaren i Nordirland, Royal Ulster Constabulary kom senare att spela en aktiv roll i de fortsatta motsättningarna, "The troubles", i Nordirland.